# Pershagen
Pershagen är en tätort i Södertälje kommun, belägen omedelbart söder om centralorten. Orten ligger vid Hallsfjärdens västra strand med stadsdelen Östertälje och småorten Hall på östra sidanfjärden. Genom orten passerar Nyköpingsvägen, gamla Riksettan, som tidigare var huvudvägen mellan Stockholm och Malmö.
Kommunikationer är buss linje 754 som trafikerar Mörtstigen till Södertälje Centrum via Södertälje Syd- Södertälje Hamn Station. Vid Södertälje Hamn Station finns anslutning till pendeltåg mot Stockholm. 
Buss linje 788 kör även genom området mellan Södertälje Centrum och Järna Station. 

## Historik
Ortens tillkomst är intimt förknippat med Bränninge gård, vars ägor sträckte sig ända fram till dagens Scaniaområde. Norra delen av gårdens ägor kallades ”Pers hagen” efter en Per, som bodde här i slutet av 1800-talet. Marken såldes till godsägaren Justus Hellsten som 1905 började exploatera ”Pers hage” och fick fastighetsbeteckningen Bränninge 1:4, dagens Pershagen. Försäljningen av tomter gick trögt och omkring 1910 bodde bara 40 personer i Pershagen. Efterföljande ägare, bland dem direktör Karl Wilhelm Hagelin och ingenjören Henrik Hallström fortsatte på 1920- och 1930-talen med tomtstyckning och försäljning.
Det var huvudsakligen arbetare vid Vabis, järnvägen och Södertelge Verkstäder som bodde i Pershagen. Bränningestrand, belägen söder om Pershagen, blev framför allt ett område med sommarstugor. År 1935 uppfördes Pershagens kapell vars bygge möjliggjordes genom en tomtdonation 1931 från Henrik Hallström.

## Befolkningsutveckling
| Befolkningsutvecklingen i Pershagen 1950–2020 | Befolkningsutvecklingen i Pershagen 1950–2020 | Befolkningsutvecklingen i Pershagen 1950–2020 | Befolkningsutvecklingen i Pershagen 1950–2020 | Befolkningsutvecklingen i Pershagen 1950–2020 |
| --------------------------------------------- | --------------------------------------------- | --------------------------------------------- | --------------------------------------------- | --------------------------------------------- |
|                                               |                                               |                                               |                                               |                                               |
| År                                            |                                               |                                               | Folkmängd                                     | Areal (ha)                                    |
| 1950                                          | 1950                                          |                                               | 698                                           |                                               |
| 1960                                          | 1960                                          |                                               | 530                                           |                                               |
| 1965                                          | 1965                                          |                                               | 563                                           |                                               |
| 1970                                          | 1970                                          |                                               | 573                                           |                                               |
| 1975                                          | 1975                                          |                                               | 1 188                                         |                                               |
| 1980                                          | 1980                                          |                                               | 1 400                                         |                                               |
| 1990                                          | 1990                                          |                                               | 2 216                                         | 99                                            |
| 1995                                          | 1995                                          |                                               | 2 197                                         | 100                                           |
| 2000                                          | 2000                                          |                                               | 2 218                                         | 94                                            |
| 2005                                          | 2005                                          |                                               | 2 214                                         | 94                                            |
| 2010                                          | 2010                                          |                                               | 2 216                                         | 93                                            |
| 2015                                          | 2015                                          |                                               | 2 235                                         | 106                                           |
| 2020                                          | 2020                                          |                                               | 2 190                                         | 106                                           |
|                                               |                                               |                                               |                                               |                                               |

## Samhället
Orten domineras av villabebyggelse. Några få flerfamiljshus finns i kvarteret Agnet med utsikt över Hallsfjärden.
På grund av sitt läge, en bit utanför staden, har Pershagen ett jämförelsevis stort centrum. Bland annat finns det tre restauranger, livsmedelsaffär, café, blomsterhandel, bilverkstad, bensinstation och två frisersalonger. Här finns även grundskola F-9, Pershagenskolan, där cirka 500 elever studerar dagligen.  
I centrala Pershagen ligger Pershagens kapell, som ingår i Södertälje församling. Kyrkobyggnaden ritades av Martin Westerberg och invigdes 1936. Pershagen har två fotbollsplaner med konstgräs, varav en av dem kallas Pershagens IP. I februari 2015 fick Pershagen en ny idrottshall, med läktare. Hallen heter Pershagenhallen.
Pershagen har även ett eget fotbollslag vid namn Pershagens SK som spelar på Pershagens IP.

## Bilder

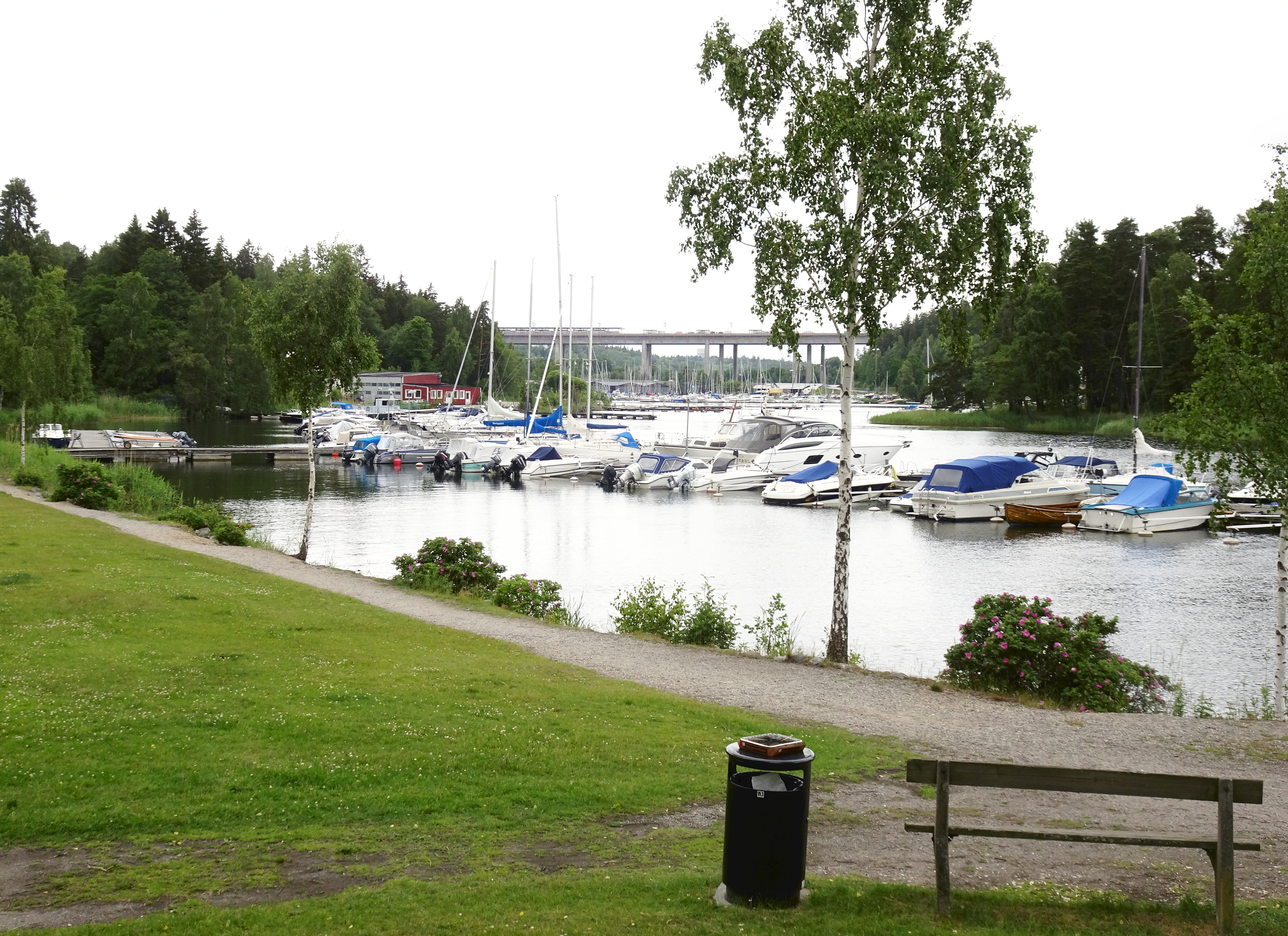
Småbåtshamn vid Pershagsvägen.
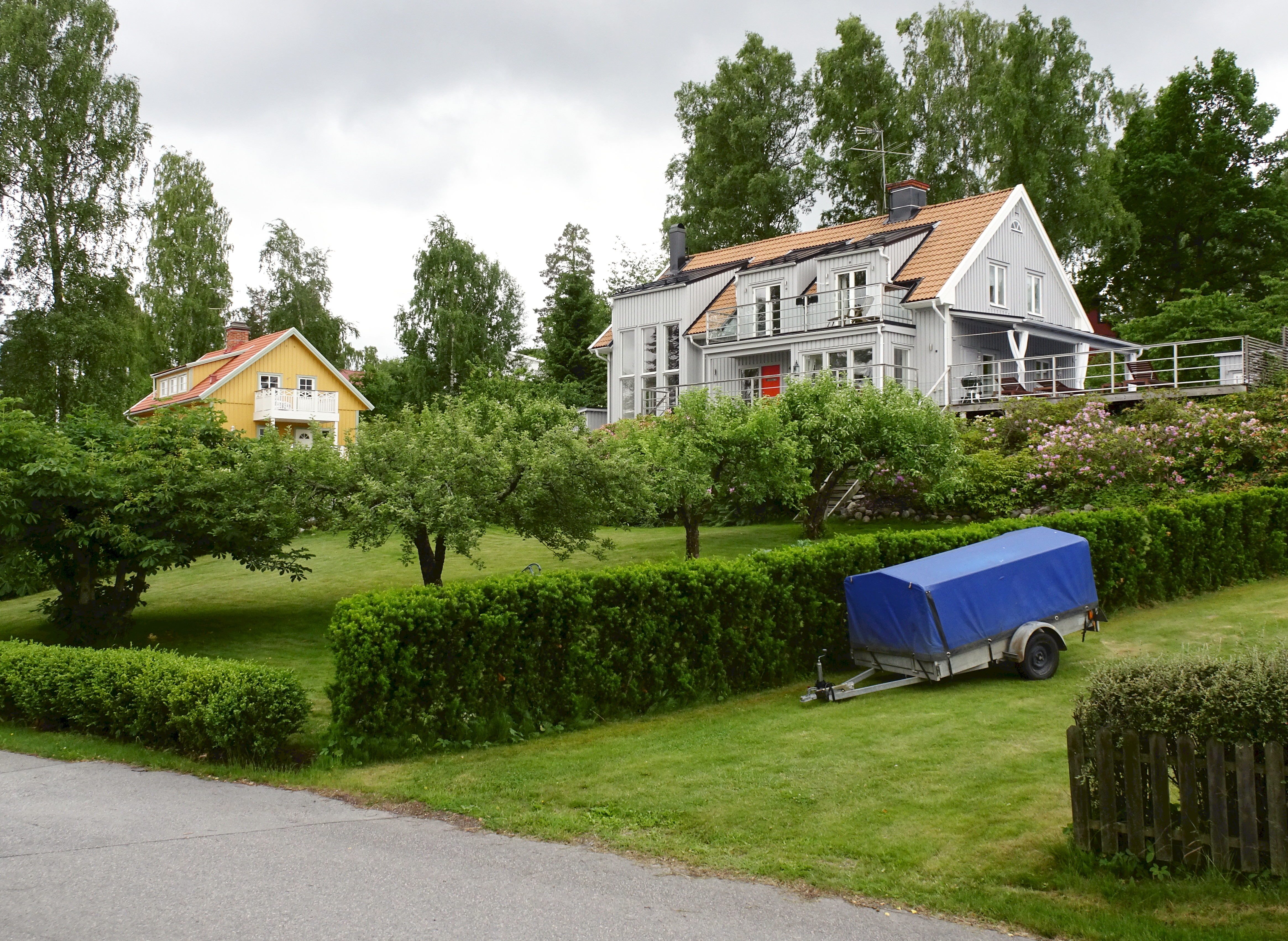
Villor vid Pershagsvägen.
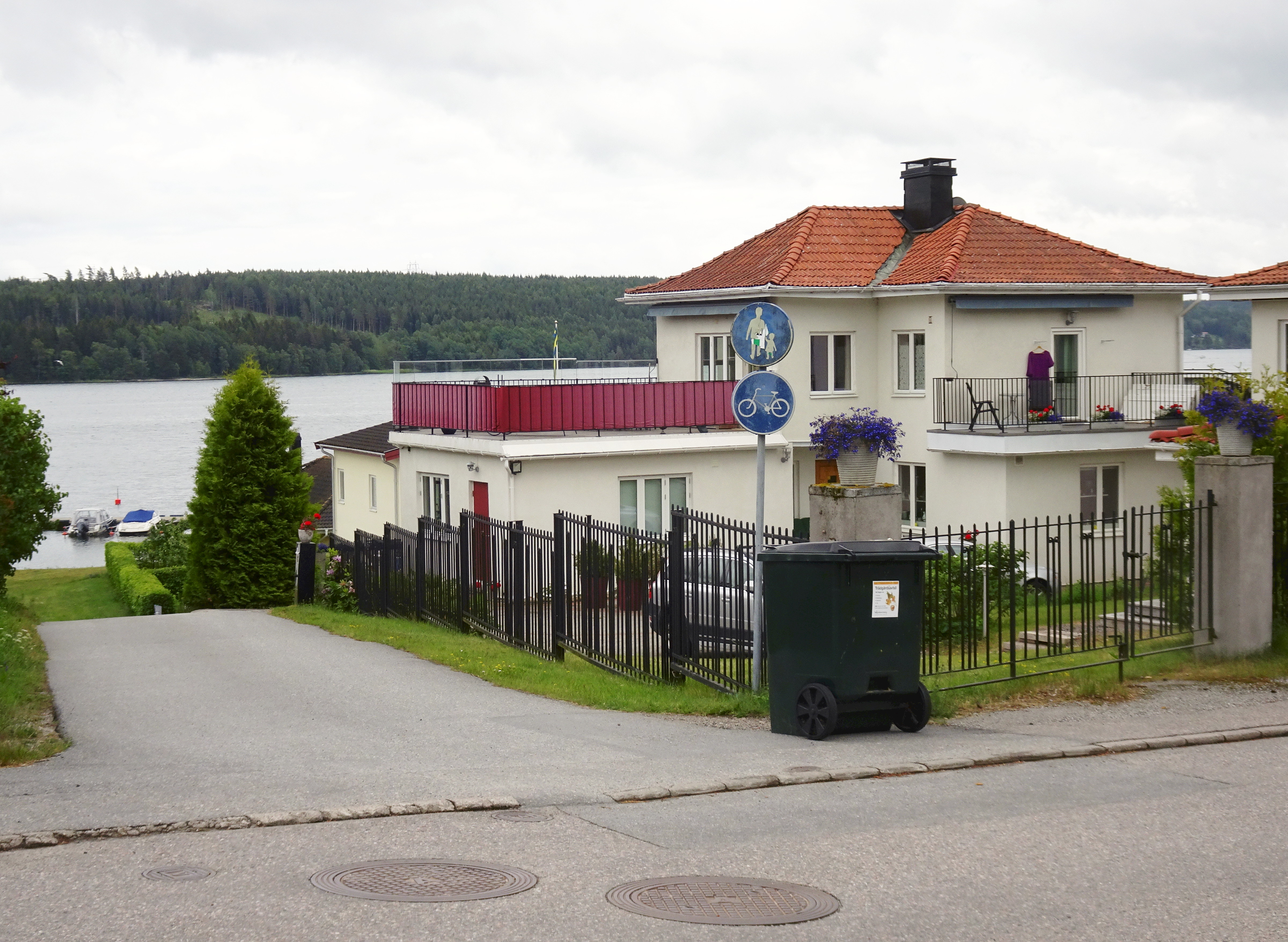
Villor vid Bränningstrandsvägen.
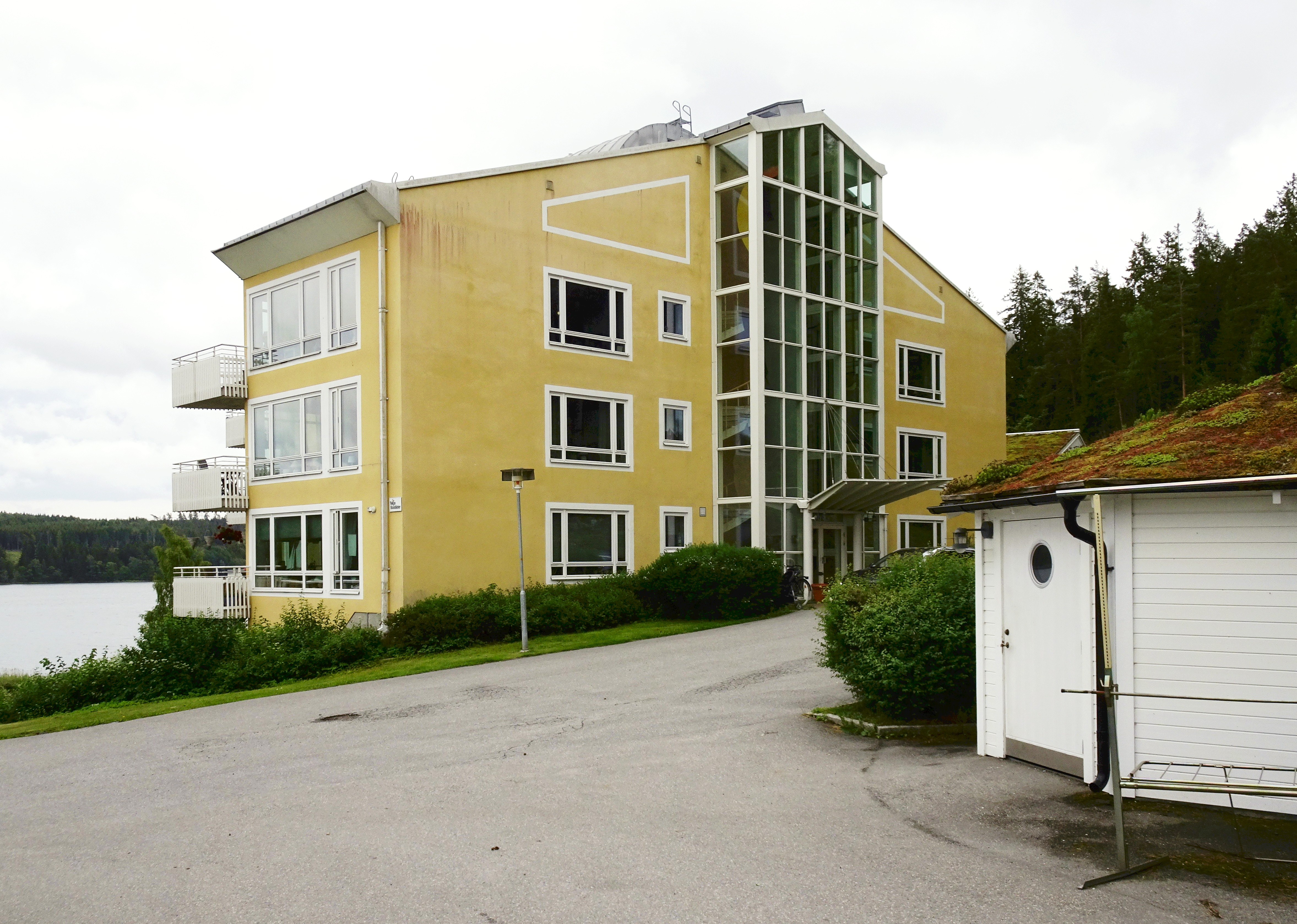
Flerfamiljshus i kvarteret Agnet.
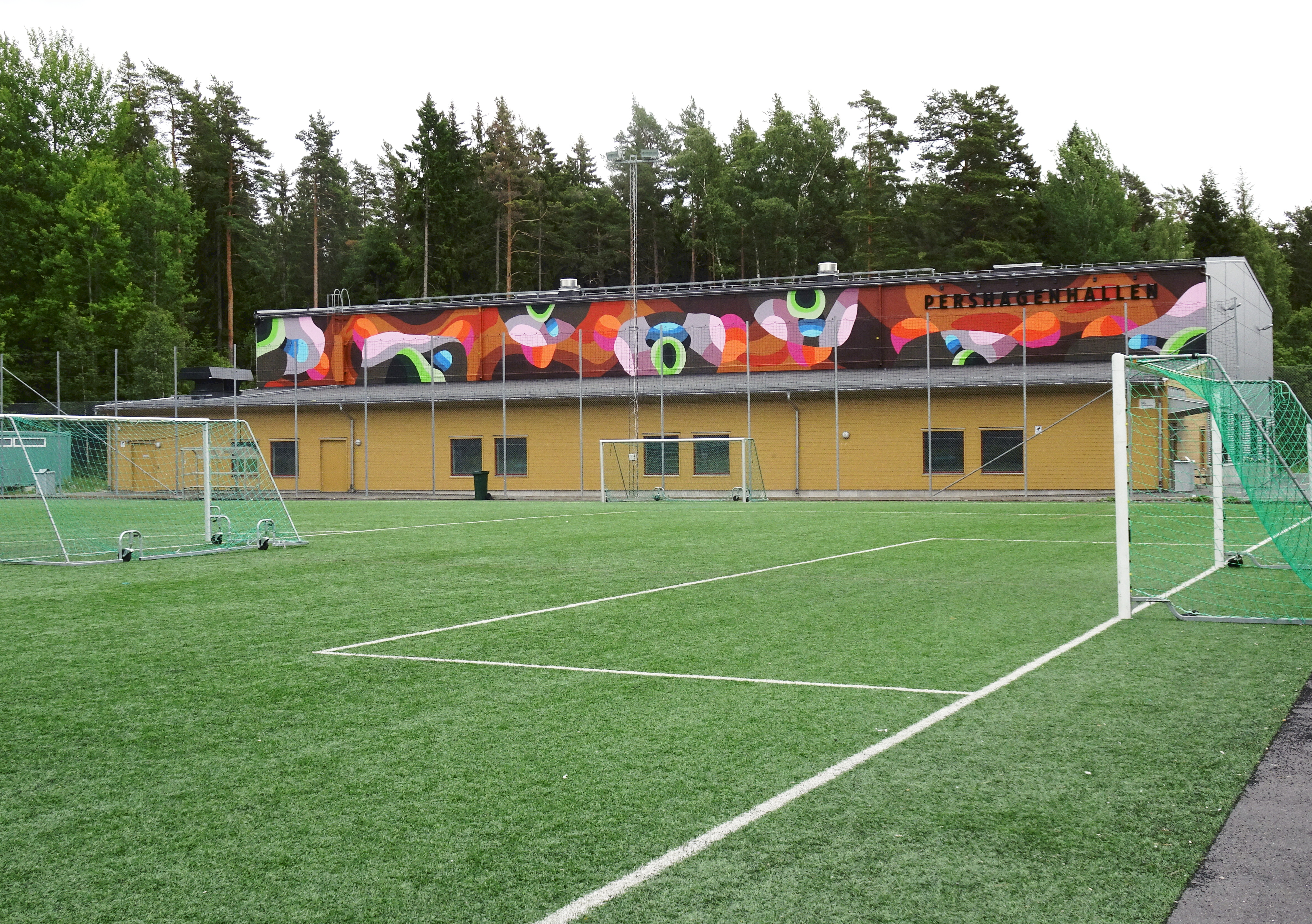
Pershagenhallen.